# Apocalypse 91: The Enemy Strikes Black
Apocalypse 91… The Enemy Strikes Black es el cuarto álbum de estudio de la banda de Hip Hop estadounidense Public Enemy, lanzado el primero de octubre de 1991. Fue un éxito comercial y aclamado por la crítica. El 26 de noviembre de 1991 fue certificado platino por la RIAA.

## Lista de canciones
Todas las canciones escritas y compuestas por Carlton Ridenhour, Stuart Robertz, Gary "G-Wiz" Rinaldo, and Cerwin "C-Dawg" Depper unless otherwise noted. 
| Lado 1 |                  |          |  |
| N.º    | Título           | Duración |  |
| 1.     | «Lost at Birth»  | 3:49     |  |
| 2.     | «Rebirth»        | 0:59     |  |
| 3.     | «Nighttrain»     | 3:27     |  |
| 4.     | «Can't Truss It» | 5:21     |  |

| Lado 2 |                                   |          |  |
| N.º    | Título                            | Duración |  |
| 1.     | «I Don't Wanna Be Called Yo Niga» | 4:23     |  |
| 2.     | «How to Kill a Radio Consultant»  | 3:09     |  |
| 3.     | «By the Time I Get to Arizona»    | 4:48     |  |

| Lado 3 |                                    |          |  |
| N.º    | Título                             | Duración |  |
| 1.     | «Move!» (featuring Sister Souljah) | 4:59     |  |
| 2.     | «1 Million Bottlebags»             | 4:06     |  |
| 3.     | «More News at 11»                  | 2:39     |  |

| Lado 4 |                                                         |          |  |
| N.º    | Título                                                  | Duración |  |
| 1.     | «Shut 'Em Down»                                         | 5:04     |  |
| 2.     | «A Letter to the New York Post»                         | 2:45     |  |
| 3.     | «Get the Fuck Outta Dodge» (featuring True Mathematics) | 2:38     |  |
| 4.     | «Bring tha Noize» (with Anthrax)                        | 3:34     |  |

## Personal
Public Enemy
- Chuck D
- Flavor Flav
- Terminator X

Personal Adicional
- Anthrax – Pista 14
- Harry Allen – Palabra Hablada
- Frank Abel – Teclados
- Fred Wells – Guitarra
- Lorenzo "Tony" Wyche – Trompa
- Allen Givens – Trompa
- Ricky Gordon – percusión
- Tyrone Jefferson – Trompa
- Al MacDowell – Bajo
- Steve Moss – Percusión
- Michael Angelo – Mix

## Posición en las listas
| Lista (1991)                            | Posición |
| --------------------------------------- | -------- |
| Australia (ARIA)                        | 11       |
| Canadá (Billboard Canadian Albums)      | 12       |
| Países Bajos (Album Top 100)            | 62       |
| Alemania (Offizielle Top 100)           | 38       |
| Nueva Zelanda (Recorded Music NZ)       | 5        |
| Suecia (Sverigetopplistan)              | 36       |
| Suiza (Schweizer Hitparade)             | 33       |
| Reino Unido (UK Albums Chart)           | 8        |
| Estados Unidos (Billboard 200)          | 4        |
| Estados Unidos (Top R&B/Hip-Hop Albums) | 1        |